# Lobelia brasiliensis
Lobelia brasiliensis là loài thực vật có hoa trong họ Hoa chuông. Loài này được A.O.S.Vieira & G.J.Sheph. mô tả khoa học đầu tiên năm 1998.